# Villa General Roca
Villa General Roca är en kommunhuvudort i Argentina.   Den ligger i provinsen San Luis, i den centrala delen av landet, 800 km väster om huvudstaden Buenos Aires. Villa General Roca ligger 650 meter över havet och antalet invånare är 196.
Terrängen runt Villa General Roca är platt. Trakten runt Villa General Roca är nära nog obefolkad, med mindre än två invånare per kvadratkilometer..
Omgivningarna runt Villa General Roca är i huvudsak ett öppet busklandskap.